# Karl-Friedrich Wessel (Philosoph)

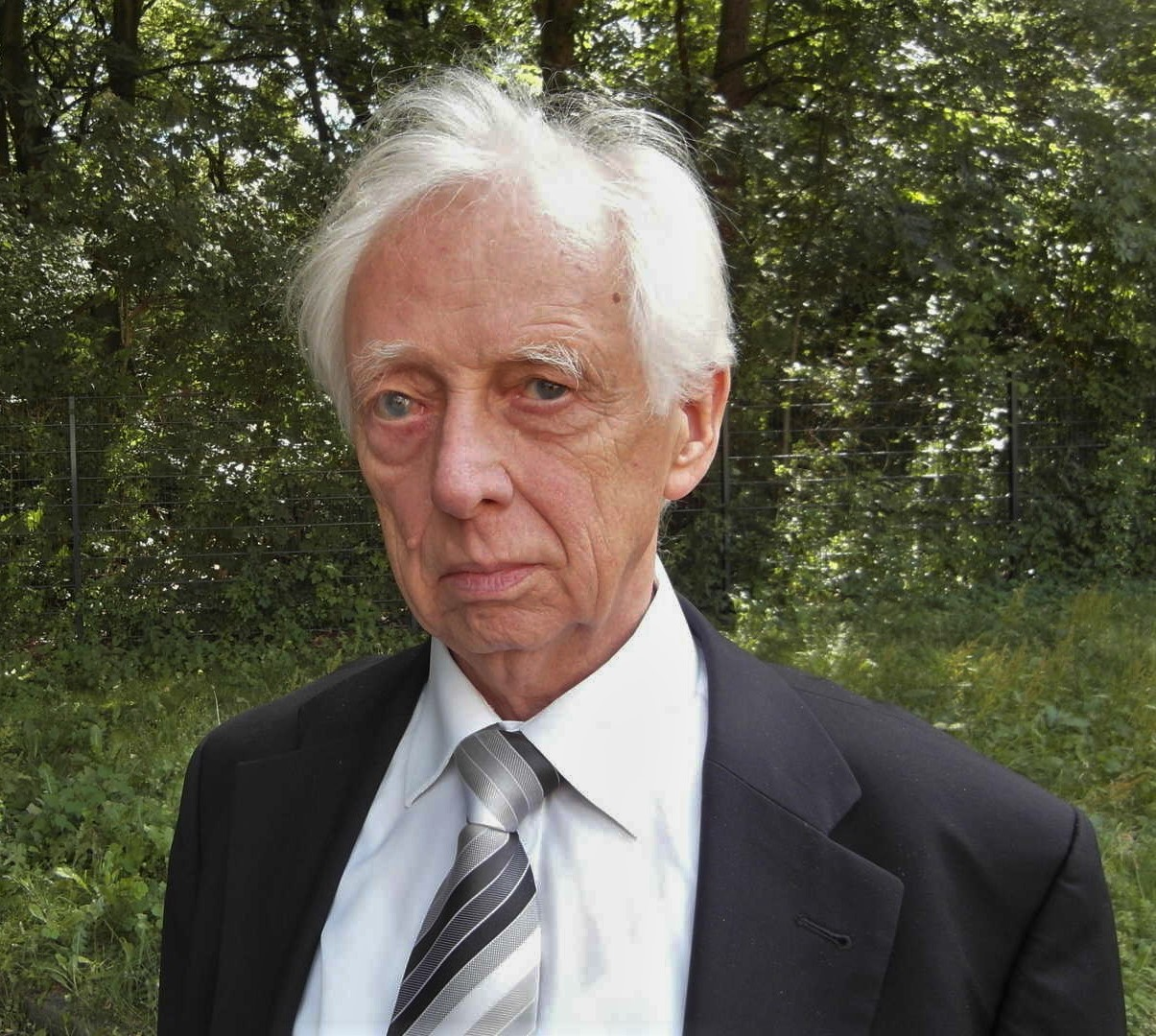
Karl-Friedrich Wessel (2016)

Karl-Friedrich Wessel (* 14. Juni 1935 in Hamburg) ist Professor i. R. für Wissenschaftsphilosophie und Humanontogenetik. Er ist wissenschaftlicher Leiter des Projektes Humanontogenetik an der Humboldt-Universität zu Berlin und amtierender Vorsitzender der "Gesellschaft für Humanontogenetik". Er ist Herausgeber der Reihe „Berliner Studien zur Wissenschaftsphilosophie und Humanontogenetik“.
In seinen Arbeiten beschäftigte er sich kritisch mit normativen Fragen der menschlichen Entwicklung und thematisiert humanontogenetisch relevante Probleme auf den Gebieten der Pädagogik, der Medizin und Pflegewissenschaft, aber auch der Gender-Forschung, der Migration und Fragen technischer und wissenschaftlicher Verantwortung. Den Kern seiner wissenschaftsphilosophischen Arbeiten stellen besonders methodologische Probleme der Human- und Lebenswissenschaften dar. In den frühen 1980er Jahren begründete er zusammen mit Günter Tembrock, Hans-Dieter Schmidt und Günter Dörner das Forschungsprojekt „Biopsychosoziale Einheit Mensch“. Gemeinsam entwickelten sie ein theoretisches Modell und einen kritischen Ansatz für die interdisziplinäre Forschung in den Humanwissenschaften und begründeten damit eine neue Disziplin, die Humanontogenetik.

## Werdegang
Wessel begann mit einer Lehrerausbildung und als Berufsschullehrer. Von 1957 bis 1962 studierte er Philosophie und Theoretische Physik an der Humboldt-Universität zu Berlin (HUB). Er promovierte 1968 in Philosophie mit einer Studie über den kritischen Realismus und habilitierte im Jahr 1975 mit einer Arbeit über Philosophie und Pädagogik bei Hermann Ley.
Von 1977 bis 1989 hatte er, in der Nachfolge von Hermann Ley, die Professur für Philosophische Probleme der Naturwissenschaften an der HUB inne, umbenannt im Jahr 1980 in Philosophische Probleme der Naturwissenschaften, technischen und mathematischen Wissenschaften. Er war 1990 Gründer und Leiter des Interdisziplinären Instituts für Wissenschaftsphilosophie und Humanontogenetik, das bis zum Jahre 2000 an der HUB etabliert war und dessen Forschungstätigkeit im Rahmen des Projektes Humanontogenetik dieser Universität fortgesetzt wird.
Wessel hat in den Fachgebieten Wissenschaftsphilosophie und Humanontogenetik eine bedeutende wissenschaftliche Schule aus- und aufgebaut sowie über drei Jahrzehnte geleitet. Er betreute 85 Dissertationen und 41 Habilitationen/B-Promotionen, davon 75 als Erstgutachter; zu seinen wissenschaftlichen Publikationen gehören über 300 wissenschaftliche Aufsätze Fachzeitschriften und Periodika, Monographien, Hochschulschriften, Schriftenreihen, Berichte, Rezensionen und Lehrprogramme.
Aus seinem akademischen Umfeld sind eine Reihe von in Bildung, Erziehung und Kultur, Politik und Wirtschaft tätiger Personen hervorgegangen. So war Stefan Michał Kwiatkowski Mitglied zahlreicher staatlicher Kommissionen zur Berufsbildung und Bildungsforschung in Polen u. a. beim Ministerium für Arbeit und Sozialpolitik, beim Zentralinstitut für Arbeitsschutz (Nationales Forschungsinstitut), aber auch Vorsitzender des wissenschaftlichen Programms des Europäischen Zentrums für lebenslanges Lernen und Multimedia. Genannt seien des Weiteren Martin Dube, der im Rahmen der Regierungsbildung 1990 von Lothar de Maizière im Ministerium für Wirtschaft zum Staatssekretär berufen wurde und dort für Grundsatzfragen der Wirtschaftspolitik zuständig war sowie Jan Hofmann, Direktor des Landesinstitutes für Schule und Medien Berlin-Brandenburg sowie Staatssekretär im Kultusministerium Land Sachsen-Anhalt und auch Wolfgang Beese, langjähriger Stadtrat für Kultur in Erfurt und 2014 Kandidat des Landtages von Thüringen.
Als Personen der Wirtschaft sind zu nennen: Hans-Peter Böhm, Vice Präsident Governement Affairs bei der Siemens AG sowie Michael Ketting, langjähriges Mitglied des Vorstandes der Intertractor AG in Gevelsberg.
Die aus der wissenschaftlichen Schule von Wessel hervorgegangenen Hochschullehrer (Professoren, Hochschuldozenten) sind und waren – entsprechend dem von Beginn an zugrundeliegenden interdisziplinären Forschungsansatz – in sehr unterschiedlichen Fachgebieten tätig:
- in der Medizin, der Psychologie und den Pflegewissenschaften:  Hartmut Bosinski (Sexualmedizin, Universität Kiel), Federico Infante Lembcke (Psychologie, Mental Health, Universidad César Vallejo, Trujillo/Lima (Peru)), Jakob Pastötter (Sexualwissenschaften, American Academy of Clinical Sexologists, Orlando (USA), Präsident der Deutschen Gesellschaft für Sozialwissenschaftliche Sexualforschung), Olaf Scupin (Pflegemanagement)[11] und Jörg Schulz (Public Health),[12] beide FH Jena;
- in den Ingenieur-, Naturwissenschaften bzw. verwandten Fachgebieten:  Jürgen Beuschel (Automatisierungstechnik, FHTW Berlin), Andreas Kahlow (Bauingenieurwesen, FH Potsdam),[13] Michael Ketting (Maschinenbau, Ruhr-Universität Bochum, Ehrenpräsident des Expertenrates der Baumaschinentechnik in Deutschland), Andrea Scharnhorst (Statistical Cybermetrics, University of Wolverhampton (VK));[14]
- in den pädagogischen und Erziehungswissenschaften:  Reiner Hellige (Pädagogik/Psychologie, Hochschule für Musik Berlin),[15] Stefan Michał Kwiatkowski (Bildungsforschung, Sonderpädagogik, Universität Warschau (Polen)), Holger Wahl (Sonderpädagogik/Lerntherapie, Universität Potsdam und Albert-Schweitzer-Familienwerk Brandenburg);[16]
- in den Gesellschafts- und Geisteswissenschaften:  Jan Bretschneider (Philosophische Probleme der Biologie u. a. Universität Jena),[17] Janette Friedrich (Philosophie und Erziehungswissenschaften, Universität Genf, Präsidentin der Schweizerischen Philosophischen Gesellschaft),[18] Ruben Capdeville Garcia (Tecnológico de Monterrey),[19] Walter Herlt (Technikphilosophie, TU Magdeburg),[20] Maik Hosang (Kulturphilosophie, FH Zittau/Görlitz), Spyridon Koutroufinis (Philosophie, TU Berlin),[21] Heiner Meyer (Technikphilosophie, TU Magdeburg), Günter Miehlke (Soziologie, HU Berlin),[22] Michael Mortag (Philosophische Probleme der Naturwissenschaften, HU Berlin), Uwe Niedersen (Philosophische Probleme der Chemie, Universität Halle),[23] Reinhard Pester (Philosophie, Universität Greifswald),[24] Karl-Heinz Strech (Wissenschaftstheorie, Akademie der Wissenschaften der DDR),[25] Gerald Wicklein (Philosophische Probleme der Naturwissenschaften, HU Berlin sowie Lehrbeauftragter TU Berlin),[26] Janusz Wisniewski (Politische Philosophie, Universität Poznań (Polen)) und Christfried Tögel (Wissenschaftstheorie und -geschichte, Bulgarische Akademie der Wissenschaften, Sofia), der sich zudem als Leiter verschiedener Freud-Zentren (z. B. in Wien und London), einen Namen gemacht hat und als einer der bedeutendsten Freud-Biographen unserer Zeit gilt.[27]

Wessel wurde 2016 zum Mitglied der Gelehrtengesellschaft Leibniz-Sozietät der Wissenschaften zu Berlin gewählt.

## Publikationen (Auswahl)
- Struktur und Prozess ontogenetischer Entwicklung des Menschen – Ergebnisse, Aufgaben und Perspektiven. In: Biopsychosoziale Einheit Mensch. Wissenschaftliche Zeitschrift der Humboldt-Universität zu Berlin, Mathematisch-Naturwissenschaftliche Reihe. 36, 1987, Berlin, S. 550–565.
- Forschungsprojekt „Der Mensch als biopsychosoziale Einheit“. In: Deutsche Zeitschrift für Philosophie. Band 36, 1988, S. 97–106.
- Über Realitäts- und Theorieverlust in der Erziehungswissenschaft der DDR. In: Die Deutsche Schule. Band 4, 1991, S. 505–513.
- Humanontogenetik – neue Überlegungen zu alten Fragen. In: Zeitschrift für Humanontogenetik. Band 1, 1998, S. 17–40.
- Humanontogenetik und Interdisziplinarität. In: Zeitschrift für Humanontogenetik. Band 2, 1999, S. 5–22.
- Homo temporalis oder Humanontogenetik als Geschichtsdiskurs. In: R.-M. E. Jacobi (Hrsg.): Geschichte zwischen Erlebnis und Erkenntnis. Selbstorganisation. (= Jahrbuch für Komplexität in den Natur-, Sozial- und Geisteswissenschaften. Vol. 10). 1999, S. 379–387.
- Walter Masing, Michael Ketting, Wolfgang König, Karl-Friedrich Wessel (Hrsg.): Qualitätsmanagement – Tradition und Zukunft. Festschrift zum 50-jährigen Bestehen der Deutschen Gesellschaft für Qualität e. V. Hanser Verlag, München/Wien 2003, ISBN 3-446-21601-4.
- Die Dynamik des Verhältnisses von Pflege und Zivilisation. In: Karl-Friedrich Wessel, Olaf Scupin, Thomas Diesner, Jörg Schulz (Hrsg.): Die Dynamik der Pflegewelt. Beiträge der 5. Berliner Pflegetagung vom 3. und 4. September 2010. (= Berliner Studien zur Wissenschaftsphilosophie und Humanontogenetik. Bd. 27). Kleine Verlag, Grünwald 2011, ISBN 978-3-937461-39-7, S. 13–21.
- Individualität im Alter. In: Karl-Friedrich Wessel, Thomas Diesner (Hrsg.): Bildungsherausforderung Alter. Möglichkeiten und Ressourcen eines bildungsstrategischen Ansatzes. (= Berliner Studien zur Wissenschaftsphilosophie und Humanontogenetik. Bd. 28). Kleine Verlag, Grünwald 2011, ISBN 978-3-937461-41-0, S. 15–24.
- Hermann Ley und die offene Welt. In: Karl-Friedrich Wessel, Hubert Laitko, Thomas Diesner (Hrsg.): Hermann Ley. Denker einer offenen Welt. (= Berliner Studien zur Wissenschaftsphilosophie und Humanontogenetik. Bd. 29). Kleine Verlag, Grünwald 2012, ISBN 978-3-937461-56-4, S. 13–40.
- Prävention und Rehabilitation aus humanontogenetischer Sicht. In: Karl-Friedrich Wessel und Andreas Wessel (Hrsg.): Persönlichkeit und Verantwortung in Wissenschaft, Medizin und Technik. Robert Ketting zum Gedenken. (= Berliner Studien zur Wissenschaftsphilosophie und Humanontogenetik. Bd. 30). Kleine Verlag, Grünwald 2013, ISBN 978-3-937461-57-1, S. 221–236.
- Der ganze Mensch. Eine Einführung in die Humanontogenetik. Logos Verlag, Berlin 2015, ISBN 978-3-8325-3996-2.